# Carcroft
Carcroft – wieś w Anglii, w hrabstwie ceremonialnym South Yorkshire, w dystrykcie metropolitalnym Doncaster. Leży 30 km na północny wschód od miasta Sheffield i 241 km na północ od Londynu. Miejscowość liczy 4312 mieszkańców.